# Hearts of Iron (spelserie)
Hearts of Iron är en spelserie av realtidsstrategidatorspel, utvecklade och utgivna av Paradox Interactive.

## Lista över Hearts of Iron-spel (plus expansionspaket)
- Hearts of Iron
- Hearts of Iron II
  - Hearts of Iron II: Doomsday
- Hearts of Iron III
  - Hearts of Iron III: Their Finest Hour
  - Hearts of Iron III: Semper Fi
  - Hearts of Iron III: For the Motherland
- Hearts of Iron IV
  - Hearts of Iron IV: Together for Victory
  - Hearts of Iron IV: Death or Dishonor
  - Hearts of Iron IV: Waking the Tiger
  - Hearts of Iron IV: Man the Guns
  - Hearts of Iron IV: La Resistance
  - Hearts of Iron IV: Battle for the Bosporus
  - Hearts of Iron IV: No Step Back
  - Hearts of Iron IV: By Blood Alone
  - Hearts of Iron IV: Arms Against Tyranny